# São José de Princesa
São José de Princesa este un oraș în Paraíba (PB), Brazilia.